# Svoga tela gospodar
Svoga tela gospodar je novela Slavka Kolara objavljena 1932. godine. Novela je mračnije intonirana, te filmsko uprizorenje također. Dramska inačica ima elemente komičnog.

## Radnja
Novela je priča o pomalo neuobičajenom ugovorenom braku. Šepavu djevojku Ružu pod prisilom je oženio Iva Pavunčec da bi mu u kuću donijela veliki miraz i kravu. Supruga ga doista voli i poštuje ga, no nju snalazi tužna sudbina. Suprug s njom ne želi imati posla, neprestano ponavljajući krilaticu da je on svoga tela gospodar.

## Uprizorenja
Predstava je doživjela uprizorenje na kazališnim daskama. Kolar je 24 godine poslije novele objavio dramski tekst istog imena i iste tematike, podnaslova Smešna pripovest u dva dela, otprilike u isto vrijeme kad je izašao i film Svoga tela gospodar. Komad je praizveden u kazalištu Gavella, 1956. iste godine. Režirao ju je Branko Gavella uz pomoć Ljudevita Galica.
Zagrebački Jadran film je 1957. snimio crno-bijeli 35-milimetarski film po ovoj pripovijetci, a u režiji Fedora Hanžekovića. Premijera je bila 4. kolovoza 1957. godine u Puli.
Komorna opera Pisava skladatelja Lovre Županovića i libretista Višnje Laste, Mladena Vujičića i Lovre Županovića iz 1958. nosi podnaslov Svoga tela gospodar. Praizveo ju je ansambl Opera u sobi pod ravnanjem A.  Petrušića dana 29.  rujna 1958. godine.

## Nagrade
Godine kad je objavljena dobila je nagradu JAZU za najbolju pojedinačnu novelu. Prvi je put kad je postavljeno u amaterskom kazalištu u Buševcu 1968. godine bila je najveći domet tog amaterskog kazališta i izvedba tog komada bilo je najbolje ostvarenje hrvatskih dramskih amatera te godine i predstavaljalo je SRH na jugoslavenskom festivalu dramskih amatera u Hvaru.